# Phalaenoptilus
Phalaenoptilus is een monotypisch geslacht van vogels uit de familie van de nachtzwaluwen (Caprimulgidae). De wetenschappelijke naam van het geslacht is voor het eerst geldig gepubliceerd in 1880 door Ridgway.

## Soorten
De volgende soort is bij het geslacht ingedeeld:
- Phalaenoptilus nuttallii – Poorwill